# Jeskyně (album)
Jeskyně je sedmé studiové album české skupiny Už jsme doma, vydané v roce 2010 společnostmi Indies MG v Česku a Cuneiform Records v USA (pod názvem Caves). Původně vyšlo pouze na CD, v roce 2011 pak také na LP ve vydavatelství Papagájův Hlasatel Records; v roce 2015 vyšla reedice LP. Nahráno, smícháno a masterovaného bylo ve studiu Indies v Brně od března do dubna 2010. Autorem obalu alba je nehrající člen kapely Martin Velíšek, fotografie pořídil Romek Hanzlík. Album vyšlo sedm let po předchozí řadové desce Rybí tuk (2003) a nahráno bylo ve značně obměněné sestavě.

## Seznam skladeb
Autorem všech skladeb je Miroslav Wanek.
| Pořadí | Název                 | Délka |
| ------ | --------------------- | ----- |
| 1.     | Jeskyně               | 0:42  |
| 2.     | Kapka                 | 3:48  |
| 3.     | Propast               | 5:15  |
| 4.     | Naviják               | 5:26  |
| 5.     | Valounek              | 4:28  |
| 6.     | Fascinace             | 5:24  |
| 7.     | Stropy                | 4:31  |
| 8.     | Úkryt                 | 3:20  |
| 9.     | Mariana               | 4:49  |
| 10.    | Puklinka              | 4:15  |
| 11.    | Ukolébavka pro Anežku | 1:21  |

## Obsazení

### Už jsme doma
- Miroslav Wanek – zpěv, kytara, klavír
- Josef Červinka – baskytara, zpěv
- Tomáš Paleta – bicí, perkuse
- Adam Tomášek – trubka, zpěv

### Hosté
- Tom Háček – akordeon
- Petr Zavadil – kytara
- Petr Surý – kontrabas
- Lukáš Moťka – pozoun
- Helena Továrková – housle
- Veronika Jiříčková – zpěv